# Gyretes cinctus
Gyretes cinctus là một loài bọ cánh cứng trong họ van Gyrinidae. Loài này được Germar miêu tả khoa học năm 1824.